# 언터쳐블 (음악 그룹)
언터쳐블(Untouchable)은 대한민국의 남성 힙합 듀오이다. 언더그라운드 힙합 크루는 지기 펠라즈 (Jiggy Fellaz) 소속이다. 2006년 7월 25일에 싱글 앨범 《Ready To Shot》을 발매하여 데뷔했으며, 현재 소속사는 TS 엔터테인먼트 소속이다. 2008년 10월 10일에 싱글 앨범 《It's Okay》를 발매하여 오버그라운드로 데뷔를 하였다. 2008년, 《싸이월드 디지털 뮤직 어워드 11월 이달의 신인상》을 수상하였다. 2011년 8월 2일에 동반 입대를 하였고, 2013년 4월 28일에 제대하였다. 2021년, 싱글 앨범 《Pandemic》을 발매하여 활동 재개하였다.

## 구성원
| 이름   | 소개 |
| ------ | --- |
| 슬리피 | - 본명 : 김성원 - 생년월일 : 1984년 2월 21일(41세) - 출생지 : 대한민국 인천광역시 - 학력 : 경희대학교 연극영화학과 - 포지션 : 래퍼 - 활동기간 : 2008년 ~ 2019년 / 2021년 ~ 현재 |
| 디액션 | - 본명 : 박경욱 - 생년월일 : 1985년 1월 14일(40세) - 출생지 : 대한민국 인천광역시 - 학력 : 경희대학교 연극영화학과 - 포지션 : 래퍼 - 활동기간 : 2008년 ~ 2019년 / 2021년 ~ 현재 |

## 음반

### 정규 앨범
- 2009년 1월 8일 : Quiet Storm
- 2010년 12월 2일 : Who's Hot?

### 싱글 앨범
- 2008년 10월 10일 : It`s Okay
- 2009년 12월 11일 : 메리 크리스마스
- 2010년 6월 15일 : 회전목마
- 2010년 11월 18일 : Jiggy Get Down
- 2011년 5월 4일 : YOU YOU
- 2013년 7월 12일 : CALL ME
- 2014년 6월 24일 : TAKE OUT
- 2014년 11월 7일 : 길이 보여
- 2014년 12월 3일 : Clockwork
- 2015년 1월 16일 : Cigarette & Liquor
- 2015년 2월 24일 : Mask On
- 2021년 1월 14일 : Pandemic

### 미니 앨범
- 2009년 6월 9일 : Untouchable 1st Mini Album
- 2010년 2월 4일 : Untouchable 2nd Mini Album
- 2010년 12월 30일 : Untouchable 3rd Mini Album
- 2013년 11월 11일 : Untouchable 4th Mini Album <TRIP>
- 2015년 3월 18일 : Untouchable 5th Mini Album <HEllVEN>

## 콘서트
- 2009년 3월 29일 1st 미니 콘서트 Made in Untouchable - 서울 홍대 V-HALL

## 수상 내역
1. 싸이월드 디지털 뮤직 어워드 11월 이달의 신인상